# Теодор Палеолог (син на Михаил VIII Палеолог)
Теодор Комнин Палеолог (на гръцки: Θεόδωρος Κομνηνός Παλαιολόγος, Theodoros Doukas Angelos Komnenos Palaiologos, * ок. 1263, † сл. 1310) е византийски принц от династията Палеолози.
Той е най-малкият син на император Михаил VIII Палеолог (упр. 1259 – 1282) и съпругата му Теодора Дукина Ватацина.
На 28 юни 1293 г. е сгоден за Евдокия, дъщеря на протовестарий Теодор Музалон и жена от фамилията Кантакузини Тъй като брат му император Андроник II Палеолог (упр. 1282 – 1328) отказал на Теодор титлата деспот, той се отказал от годежа и вместо това се оженил за дъщерята на пинкерний Либадарй, а Евдокия се омъжила за братовчед му Константин Палеолог през 1295 г.
През 1295 г. Теодор е в Ефес, когато избухва въстанието на Алексий Филантропин. Там Теодор е заловен от Филаантропин, който го държи затвоен до края бунта. През 1305 г. участва в битката при Апрос в Тракия против Каталанската компания. През 1310 г. е споменат за последно като свидетел на сключването на договора с Венеция.